# Anastoechus
Anastoechus là một chi ruồi thuộc họ Bombyliidae. Có ít nhất 90 loài được mô tả thuộc chi Anastoechus.

## Loài
Có 90 loài thuộc chi Anastoechus:
- Anastoechus aberrans Paramonov, 1940 c g
- Anastoechus aegyptiacus Paramonov, 1930 c g
- Anastoechus airis Greathead, 1970 c g
- Anastoechus andalusiacus Paramonov, 1930 c g
- Anastoechus angustifrons Paramonov, 1930 c g
- Anastoechus anomalus Paramonov, 1940 c g
- Anastoechus araxis Paramonov, 1926 c g
- Anastoechus argyrocomus Hesse, 1938 c g
- Anastoechus asiaticus Becker, 1916 c g
- Anastoechus aurecrinitus Du & Yang, 1991 c g
- Anastoechus aurifrons Efflatoun, 1945 c g
- Anastoechus bahirae Becker, 1915 c g
- Anastoechus baigakumensis Paramonov, 1926 c g
- Anastoechus bangalorensis Kapoor & Agarwal, 1978 c g
- Anastoechus barbatus Osten Sacken, 1877 i c g b
- Anastoechus bitinctus Becker, 1916 c g
- Anastoechus candidus g
- Anastoechus caucasicus Paramonov, 1930 c g
- Anastoechus chakanus Du & al., 2008 g
- Anastoechus chinensis Paramonov, 1930 c g
- Anastoechus deserticolus Hesse, 1938 c g
- Anastoechus dolosus Hesse, 1938 c g
- Anastoechus doulananus Du & al., 2008 g
- Anastoechus elegans Paramonov, 1930 c g
- Anastoechus erinaceus Bezzi, 1921 c g
- Anastoechus exalbidus (Wiedemann, 1820) c g
- Anastoechus firjuzanus Paramonov, 1930 c g
- Anastoechus flaveolus Becker, 1916 c g
- Anastoechus flavosericatus Hesse, 1938 c g
- Anastoechus fulvescens Becker & Stein, 1913 c g
- Anastoechus fulvus g
- Anastoechus fuscianulatus Hesse, 1938 c g
- Anastoechus fuscus Paramonov, 1926 c g
- Anastoechus hessei Hall, 1958 i c g b
- Anastoechus hummeli Paramonov, 1933 c g
- Anastoechus hyrcanus (Pallas & Wiedemann, 1818) c g
- Anastoechus innocuus Bezzi, 1921 c g
- Anastoechus kashmirensis Zaitzev, 1988 c g
- Anastoechus latifrons (Macquart, 1839) c g
- Anastoechus leucosoma Bezzi, 1921 c g
- Anastoechus leucothrix Hall & Evenhuis, 1981 i c g b
- Anastoechus longirostris van-der van der Wulp, 1885 c
- Anastoechus longirostris Wulp, 1885 g
- Anastoechus macrophthalmus Bezzi, 1921 c g
- Anastoechus macrorrhynchus Bezzi, 1924 c g
- Anastoechus melanohalteralis Tucker, 1907 i c g b
- Anastoechus mellinus Francois, 1969 c g
- Anastoechus meridionalis Bezzi, 1912 c g
- Anastoechus miscens (Walker, 1871) c g
- Anastoechus mongolicus Paramonov, 1930 c g
- Anastoechus monticola Paramonov, 1930 c g
- Anastoechus montium Becker, 1916 c g
- Anastoechus mylabricida Zakhvatkin, 1934 c g
- Anastoechus neimongolanus Du, 1991 c g
- Anastoechus nigricirratus Becker & Stein, 1913 c g
- Anastoechus nitens Hesse, 1938 c g
- Anastoechus nitidulus (Fabricius, 1794) c g
- Anastoechus niveicollis Enderlein, 1934 c g
- Anastoechus nividulus Evenhuis & Greathead, 1999 c g
- Anastoechus nivifrons (Walker, 1871) c g
- Anastoechus nivosus Greathead, 1996 c g
- Anastoechus nomas Paramonov, 1930 c g
- Anastoechus olivaceus Paramonov, 1930 c g
- Anastoechus phaleratus Hesse, 1938 c g
- Anastoechus pruinosus Hesse, 1938 c g
- Anastoechus pulcher Paramonov, 1930 c g
- Anastoechus ravus Greathead, 1970 c g
- Anastoechus retardatus Becker & Stein, 1913 c g
- Anastoechus rubicundus Bezzi, 1924 c g
- Anastoechus rubricosus (Wiedemann, 1821) c g
- Anastoechus rubriventris Paramonov, 1930 c g
- Anastoechus setosus (Loew, 1855) c g
- Anastoechus sibiricus Becker, 1916 c g
- Anastoechus smirnovi Paramonov, 1926 c g
- Anastoechus spinifacies Bezzi, 1924 c g
- Anastoechus stackelbergi Paramonov, 1926 c g
- Anastoechus stramineus (Wiedemann, 1820) c g
- Anastoechus subviridis Greathead, 1996 c g
- Anastoechus suzukii Matsumura, 1916 c g
- Anastoechus syrdarjensis Paramonov, 1926 c g
- Anastoechus trisignatus (Portschinsky, 1881) c g
- Anastoechus turanicus Paramonov, 1926 c g
- Anastoechus turkestanicus Paramonov, 1926 c g
- Anastoechus turkmenorum Paramonov, 1930 c g
- Anastoechus turriformis g
- Anastoechus varipecten Bezzi, 1921 c g
- Anastoechus vlasovi Paramonov, 1930 c g
- Anastoechus xaralicus Paramonov, 1940 c g
- Anastoechus xuthus g
- Anastoechus zimini Paramonov, 1940 c g

Nguồn dữ liệu: i = ITIS, c = Catalogue of Life, g = GBIF, b = Bugguide.net